# Góry Slańskie
Góry Slańskie (słow. Slanské vrchy) - grupa górska w Wewnętrznych Karpatach Zachodnich, we wschodniej części Słowacji. Najwyższy szczyt: Šimonka (1092 m n.p.m.).
Geografia węgierska i słowacka traktują Góry Slańskie jako oddzielną grupę górską. Geografowie polscy łączą je (ze względu na geomorfologiczne pokrewieństwo) z położonymi już na Węgrzech Górami Zemplińskimi w jedną większą grupę górską, zwaną Górami Tokajsko-Slańskimi.